# 大市镇 (耒阳市)
大市镇，是中华人民共和国湖南省衡陽市耒阳市下辖的一个乡镇级行政单位。

## 行政区划
大市镇下辖以下地区：
大市社区、花坪村、长丰村、长洲村、排一村、敖山村、芭蕉村、利群村、石壕村和高塘村。